# 自我挫敗人格障礙
自我挫敗人格障礙（英語：self-defeating personality disorder），又譯受虐型人格 （英語：masochistic personality disorder），指的是一種典型的人格障礙，有這種性格的人會經常和施虐型人格的人長期生活在一起，既使受到別人的虐待且自身的心理感受不佳，也不敢離開。

## 病徵
自我挫敗人格障礙可出现在多种情形中。患者可能经常回避或是破坏愉快的经历，被令其痛苦的情况或关系所吸引，而且拒绝别人的帮助。这种精神疾患的表现方式有：
1. 即便有明显更好的选择，仍然会选择导致失望、失败或虐待的人或事。
2. 拒绝或故意阻扰他人对自己的帮助。
3. 在积极的事情（例如取得新的成就）发生在自己身上时，却以压抑、内疚或是其他带来痛楚的行为（例如事故）作为回应。
4. 故意引起别人的愤怒或者否定性的反应，并感到受伤害、挫折或屈辱，例如在公开场合取笑配偶、挑起别人愤怒的反驳。
5. 拒绝享受快乐的机会，或是不愿承认自己的快乐（虽然有足够的社交技巧和能力）。
6. 虽然已经展现出足够的能力，仍不能完成对于实现个人目标至为关键的任务，例如能够帮助同学写论文，却不能完成自己的论文。
7. 对一直善待自己的人不感兴趣或是干脆拒绝。
8. 在被帮助者没有要求的情况下，做出过度的自我牺牲。

以上行为并非只有在个人感到压抑时才会发生。